# 鮑三娘
鮑 三娘（ほう さんじょう）は、三国時代を舞台にした説話『花関索伝』に登場する架空の人物。同作の主人公である関索の正妻とされる。
小説『三国志演義』には登場しない。

## 概要

### 花関索伝
『花関索伝』によれば、鮑礼・鮑義の妹で、鮑凱（鮑員外）の三番目の娘にして美貌であり、また武芸に秀でている（腕に自慢のある者が鮑三娘と戦っても50合も打ち合わないうちに追い払う程の武芸の持ち主）。その美貌から貴公子達から求婚されるが、｢自分より武芸に劣る人間とは結婚しない｣といって目もくれない。
なお『三国志演義』では、鮑三娘の生家の鮑家荘は関索が荊州での呉軍との戦いで負傷した際に療養した場所として名前のみ登場するが、鮑三娘のことには触れられていない。

#### 関索との出会いと別れ
『新編全相説唱足花関索出身伝 前集』（『花関索伝』）では父の関羽にあうため放浪中の関索は彼女の噂を聞きつけて鮑家荘に訪れ、それではと鮑三娘に挑戦し、50合も打ち合わないうちに鮑三娘は馬から突き落とされ、初めて負けた事に加え、鮑三娘は関索があの関羽の息子であることを知ったので、家に招待して結婚を申し込み、関索も鮑三娘の武芸の腕に感心し、噂通りの美女であったので喜んで承諾し、結婚式を挙げた。のち関索とともに、劉備陣営に加わる。関索と鮑三娘は常に同じ戦場で戦うが、関索が南征に先鋒として従軍する事が決まり、鮑三娘は葭萌関を守る事になってしまう。この時、関索は未練が残り鮑三娘に悩みを打ち明けると｢国の大事に何を言っているのですか。私は大丈夫。立派に任務を遂行してきて下さい｣と言って説得したという。
その後、関索は南征で戦死してしまうが、その知らせを受けた鮑三娘は涙を流すことなく、鎧を脱がずに葭萌関を守り通して死ぬという物語もあれば、そのまま関索の側室という設定の王桃と王悦姉妹と共に葭萌関を守って病没したという物語もある。

#### 実在人物疑惑
創作であるという一方で、四川省広元市にある「鮑三娘墓」が実際に彼女の墓であると伝えられる。後世の創作史跡の可能性もある。三娘のような名前は、三国時代ではなく唐宋時代以降によく見られる女性名である。また、三娘の父は鮑員外と呼ばれる。員外は呼称として、明清だけに広く使われてきた。

### 雲南関索戯
中国雲南省澄江市小屯村に残る劇の雲南関索戯にある鮑三娘と百花公主とが戦う「三娘公主戦」らがあり、そこにある「花関索戦三娘」が伝わってできたと推測される梆子戲の「小過山」、「黒虎山」においては鮑三娘が関索を生け捕り結婚する。雲南関索戯では他に「三娘公主戦」で鮑三娘は双鐧（そうかん、鉄鞭の一種）を使って百花公主と戦う。

### 鮑三娘與花関索
江西省万載県潭埠鎮の追儺行事の仮面劇「鮑三娘與花関索」が上演される。内容は妖怪鮑三娘が神である花関索と戦い破れ結婚するという内容である。

## 関連書
- 井上泰山、大木康、金文京、氷上正、古屋昭弘、1989年（平成11年）、『花関索伝の研究』、汲古書院 ISBN 9784762923661:花関索伝の研究 - Google ブックス